# A Rush of Blood to the Head
A Rush of Blood to the Head è il secondo album in studio del gruppo musicale britannico Coldplay, pubblicato il 26 agosto 2002 dalla Parlophone.
È stato inserito nella lista dei 100 migliori album musicali degli anni 2000 secondo la rivista Rolling Stone alla posizione numero 21.

## Antefatti
I Coldplay iniziarono a registrare l'album a Londra una settimana prima degli attentati dell'11 settembre 2001 negli Stati Uniti d'America, durante i quali le loro «struggenti canzoni .. raccoglievano un pubblico sempre più ampio». Il gruppo non fu mai a Londra per un periodo tanto lungo e furono bombardati dai problemi riguardanti l'andamento della produzione. Decisero quindi di trasferirsi a Liverpool, dove avevano registrato alcuni brani di Parachutes. Il cantante Chris Martin svelò che una volta lì «diventarono ossessionati dalla registrazione». In My Place fu la prima canzone registrata per l'album, nonché quella pubblicata come singolo di lancio «perché era il brano che ci portava a volere un secondo album. Era quella che ci spingeva ad andare avanti e ci faceva credere di poter ancora scrivere canzoni» in seguito ad «uno strano periodo in cui non sapevamo cosa stavamo facendo» tre mesi dopo il successo di Parachutes.
Durante l'iniziale sessione di registrazione a Liverpool, il cantante Chris Martin e il chitarrista Jonny Buckland lavorarono da soli e solo durante i fine settimana. Ogni lunedì avrebbero presentato le idee per le canzoni maturate agli altri componenti della band. Con A Rush of Blood to the Head quasi completata, Martin andò nello studio a notte fonda e scrisse il riff di piano che, come da lui stesso dichiarato, «venne semplicemente fuori». La band ha riconosciuto che l'iniziale versione del brano, che sarebbe diventato Clocks, era speciale così come lo era la prima volta che Martin la suonò loro. Dato che era troppo tardi per includere la canzone nell'album, registrarono una versione demo e la inclusero in un CD contrassegnato come Songs for #3, con le tracce incompiute a cui intendevano lavorare per il loro terzo album studio.
Entro giugno 2002, la band completò A Rush of Blood to the Head, ma pensarono che quello che ne uscì era «spazzatura» e per questo raggiunsero un accordo con l'etichetta per posticipare la pubblicazione dell'album fino a quando non sarebbero stati completamente soddisfatti. Successivamente molti brani furono scartati in quanto sembravano essere più adeguate per Parachutes e di fatto poco interessanti, secondo il pensiero di Martin: "Avrebbe indicato che saremmo stati felici di fermarci su ciò che abbiamo fatto, e non lo siamo. Per noi era importante progredire e provare a migliorare le nostre doti di musicisti". Queste ambizioni misero la band sotto pressione: "delle volte le sessioni di prova finivano improvvisamente con uno o più membri dei Coldplay che minacciava di separarsi dalla band".
Dopo aver fatto da headliner al Glastonbury Festival del 2002, i Coldplay ritornarono allo studio e lavorarono su alcune tracce dal "Songs for #3" che produssero poco prima. Phil Harvey, il manager della band, ascoltò Clocks e li esortò a ritornare a lavorare su di essa immediatamente: "No, dovete fare quella canzone ora perché [nel testo] insistete sull'urgenza, e sostenete di volerla mettere da parte. Questo non ha senso."

## Composizione
L'aver registrato l'album dopo gli attentati dell'11 settembre 2001 offrì ai Coldplay una nuova prospettiva: «Le nuove canzoni riflettono un nuovo atteggiamento. [Incitano coloro che le ascoltano] a non essere spaventati. Chiunque può ottenere ciò che vuole». Molti dei testi delle canzoni riguardano l'insistenza. Martin ha affermato che le canzoni precedenti erano più «rilassate» poiché i membri della band erano in uno stato d'animo disteso: «Magari c'è più insistenza in alcune di queste canzoni. E ciò è nato da tutti i posti in cui siamo stati e da tutto ciò di cui abbiamo fatto esperienza». Martin ha spiegato che, in relazione al tema dell'album, il titolo dello stesso significa «fare qualcosa di impulsivo». Alcune canzoni dell'album riguardano le relazioni. Queste tracce sono basate sulla realtà, ma secondo Martin, sono state scritte con un tocco di fantasia: «Le canzoni sono come le fiabe: hanno un inizio e una fine e puoi far funzionare tutto perfettamente. Nella vita vera non va così».
L'album include ballate e musica acustica con un massiccio uso della chitarra e del piano. Non mancano brani più movimentati come la traccia d'apertura Politik, Clocks e A Whisper. La title track, invece, è un omaggio al cantautore statunitense Johnny Cash, considerato da Martin uno dei «più grandi ... uomini con solamente chitarre». La canzone Green Eyes è stata scritta da Chris Martin per due persone: un «amico americano» e compagno di band, Jonny Buckland.

## Copertina
La copertina per A Rush of Blood to the Head fu disegnata dal fotografo Sølve Sundsbø. Sundsbø fu assunto dalla rivista di moda Dazed alla fine degli anni novanta per produrre qualcosa con un "sentimento tecnologico, qualcosa di completamente bianco". Come artista, provò a fare "cose che non sono mai state fatte prima, che sono virtualmente impossibili"; suggerì di fare degli scatti utilizzando uno scanner 3D.
Il modello per gli scatti aveva un makeup tutto in bianco in modo tale da produrre «i migliori risultati»; per l'immagine, il modello indossò un capo di twill colorato. Il computer non avrebbe letto i colori così fu sostituito con punte, e la testa dell'immagine fu tagliata poiché la macchina scannerizzava solo 30 centimetri. L'editore della rivista gradì l'immagine e successivamente la inserì in una delle sue pubblicazioni. Martin vide l'immagine nella rivista e chiese a Sundsbø i permessi di poter utilizzare l'immagine come copertina di A Rush of Blood to the Head. Per i singoli dell'album, Martin chiese a Sundsbø cosa avrebbe potuto fare: quest'ultimo suggerì di scansionare la testa di ognuno dei componenti della band (Sundsbø inoltre contribuì con delle opere d'arte per l'album dal vivo Live 2003).
Il booklet contiene anche due foto: una con i Coldplay in una location che si vociferava fosse una foresta, ed una con la stessa band in studio. La copertina fu tra le dieci scelte dalla Royal Mail per un set di francobolli "Classic Album Cover" distribuito nel gennaio 2010.

## Tracce
Testi e musiche di Guy Berryman, Jonny Buckland, Will Champion e Chris Martin.
1. Politik – 5:18
2. In My Place – 3:48
3. God Put a Smile upon Your Face – 4:57
4. The Scientist – 5:09
5. Clocks – 5:07
6. Daylight – 5:27
7. Green Eyes – 3:43
8. Warning Sign – 5:31
9. A Whisper – 3:58
10. A Rush of Blood to the Head – 5:51
11. Amsterdam – 5:19

Clocks – CD bonus nell'edizione speciale messicana
1. Clocks (Edit) – 4:13
2. Crest of Waves – 3:40
3. Animals – 5:35
4. Murder – 5:37
5. In My Place (Live) – 4:03
6. Yellow (Live) – 5:13
7. Clocks (Video) – 4:19
8. In My Place (Video) – 3:49

## Formazione
Gruppo
- Chris Martin – voce, pianoforte, chitarra acustica, arrangiamento strumenti ad arco
- Jonny Buckland – chitarra elettrica, cori, arrangiamento strumenti ad arco
- Guy Berryman – basso, cori, arrangiamento strumenti ad arco
- Will Champion – batteria, percussioni, cori, arrangiamento strumenti ad arco

Altri musicisti
- Audrey Riley – arrangiamento strumenti ad arco, strumenti ad arco
- Chris Tombling – strumenti ad arco
- Richard George – strumenti ad arco
- Leo Payne – strumenti ad arco
- Laura Melhewish – strumenti ad arco
- Susan Dench – strumenti ad arco
- Peter Lale – strumenti ad arco
- Ann Lines – strumenti ad arco

Produzione
- Ken Nelson – produzione, registrazione, ingegneria del suono, missaggio
- Coldplay – produzione, missaggio
- Mark Phythian – produzione aggiuntiva, registrazione, missaggio
- Rik Simpson – ingegneria del suono aggiuntiva
- Jon Withnal – assistenza tecnica
- Ben Thackeray – assistenza tecnica
- Jon Bailey – assistenza tecnica
- Andrea Wright – assistenza tecnica
- George Marino – mastering
- Danton Supple – missaggio (tracce 2, 3, 6, 8 e 10)

## Classifiche
| Classifica (2002-24) | Posizione massima |
| -------------------- | ----------------- |
| Australia            | 1                 |
| Austria              | 10                |
| Belgio (Fiandre)     | 3                 |
| Belgio (Vallonia)    | 2                 |
| Canada               | 1                 |
| Danimarca            | 1                 |
| Finlandia            | 4                 |
| Francia              | 4                 |
| Germania             | 1                 |
| Italia               | 1                 |
| Norvegia             | 1                 |
| Nuova Zelanda        | 2                 |
| Paesi Bassi          | 3                 |
| Portogallo           | 8                 |
| Regno Unito          | 1                 |
| Spagna               | 49                |
| Stati Uniti          | 5                 |
| Svezia               | 5                 |
| Svizzera             | 1                 |
| Ungheria             | 31                |